# Independent Lens
Independent Lens é uma série de televisão exibida semanalmente na PBS apresentando documentários feitos por cineastas independentes.
Vinte e seis filmes exibidos na Independent Lens ganharam o Emmy Award. Além disso, seis filmes receberam indicações ao Oscar de melhor documentário: Enron: The Smartest Guys in the Room (2006), The Weather Underground (2004), Lixo Extraordinário (2010), Hell and Back Again (2011), How to Survive a Plague (2012), e I Am Not Your Negro (2016). 